# 火车北站 (昆明地铁)
火车北站是昆明地铁2号线、4号线与5号线的地铁车站，是一个换乘站，位于中华人民共和国云南省昆明市盘龙区北京路与北新路交叉口，2号线车站于2014年9月1日开通，4号线车站于2020年9月23日开通，5号线车站于2022年6月29日开通。本站为昆明地铁系统首个三线换乘车站，亦是现时唯一的三线换乘车站。

## 车站结构
地铁火车北站位于北京路与北新路交叉口，2号线车站沿北京路设置，呈南北走向，为地下两层岛式站台车站，车站地下一层为站厅层，地下二层为站台层，站台设置全高站台门。4号线与5号线车站沿北新路设置，呈东西走向，为地下四层岛式叠式站台车站，车站长345米，车站地下一层为设备层，地下二层为站厅层，地下三层为西行站台层，地下四层为东行站台层，4号线使用北侧站台，5号线使用南侧站台，两线双向同向同台换乘，站台设置全高站台门，车站东侧设有两条单渡线分别连通4、5号线双向轨道。2号线与4、5号线采用通道换乘形式，换乘通道连接2号线站厅东侧与4、5号线站厅西南侧。由于4、5号线车站标高不一，其地下二层站厅实际位于2号线车站下方。
|                   |  | █ 2号线往北部汽车站（白云路）                        |
| 島式 · 開左邊车门 |  |                                                      |
|                   |  | █ 2号线往 █ 1号线大学城南 及昆明南火车站（穿心鼓楼） |

|                                |  | █ 4号线往金川路（小菜园） |
| 島式 · ↑開左邊车门 ↓開右邊车门 |  |                           |
|                                |  | █ 5号线往宝丰（圆通山）   |

|                                |  | █ 4号线往昆明南火车站（白龙路） |
| 島式 · ↑開右邊车门 ↓開左邊车门 |  |                                 |
|                                |  | █ 5号线往世博园（穿金路）       |

## 出入口
地铁火车北站站共有7个出入口，其中B-D出入口连通2号线站厅，E-H出入口连通4、5号线站厅，各出口及周围设施如下所示：
| 编号                  | 地点             | 建议前往的目的地                                           | 照片           |
| 连通 2号线站厅        | 连通 2号线站厅   | 连通 2号线站厅                                             | 连通 2号线站厅 |
| --------------------- | ---------------- | ---------------------------------------------------------- | -------------- |
| 出口 · B              | 北京路、环城北路 | 北站新村、铁五中、鼓楼路、油管桥、小菜园立交桥、一二一大街 |                |
| 出口 · C · 升降机标志 | 北京路、长寿路   | 大厂村、桃源小学                                           |                |
| 出口 · D              | 北京路、长寿路   | 云南铁路博物馆、大厂新村、昆明市盘龙职业高级中学           |                |
| 连通 4号线 5号线站厅  |                  |                                                            |                |
| 出口 · E              | 北京路           | 昆明北站、云南铁路博物馆、长寿路社区                       |                |
| 出口 · F · 升降机标志 |                  | 长寿路社区、席子营西区                                     |                |
| 出口 · G              |                  | 万宏国际、万宏国际南区                                     |                |
| 出口 · H              | 北京路           | 世纪俊园、SOHO俊园、星雅俊园                               |                |
| 註： 設有             |                  |                                                            |                |

## 接驳交通

### 公交车
- 火车北站(北京路)：3路，23路，23路夜，61路，85路，105路，Z63路
- 北京路口(联盟路)：9路，85路，105路

## 车站历史
本站建设时期工程名为昆明北站站，开通前确定以火车北站作为车站正式名称。受到B出入口施工消防安全条件制约，本站未随2014年4月30日1、2号线首期工程全线通车开通。
- 2014年9月1日，2号线车站开通[1]。
- 2019年8月12日，4、5号线车站主体结构封顶[5]。
- 2020年
  - 1月30日，受新冠疫情影响，车站暂停运营[7]。3月18日，车站恢复运营[8]。
  - 5月30日，4、5号线车站完工[9]。
  - 9月23日，4号线通车，车站成为换乘车站[2]。
- 2022年
  - 3月14日，受新冠疫情影响，4号线车站暂停运营[10]。3月27日，4号线车站恢复运营[11]。
  - 6月29日，5号线通车，车站成为三线换乘车站[3]。